# Aartsengelen Michaël en Gabriëlkerk
De Kerk van de Aartsengelen Michaël en Gabriël (Servisch: црква св. Арханђела Михаила и Гаврила), ook bekend onder de naam Oude Orthodoxe Kerk, is een van de meest waardevolle monumenten van de stad Sarajevo, hoofdstad van Bosnië en Herzegovina. De Servisch-orthodoxe kerk is tevens het oudste religieuze gebouw van de stad.
De kerk werd voor het eerst in Ottomaanse geschriften van 1539 genoemd, maar werd gebouwd op de fundamenten van een nog oudere kerk. De kerk herbergt een schat aan iconen.
De klokkentoren is gebouwd in 1883.

## Afbeeldingen

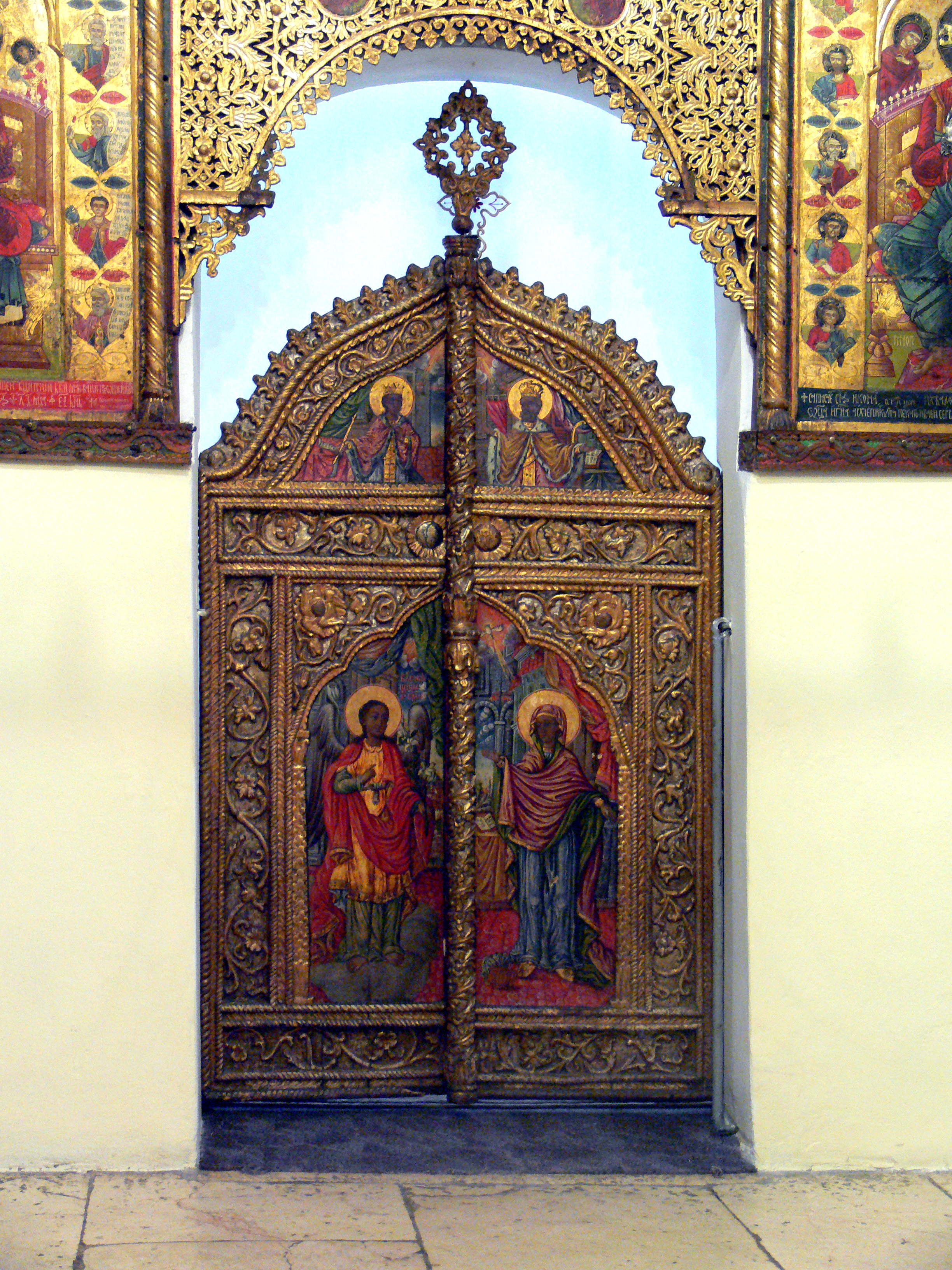
Koninklijke Deuren
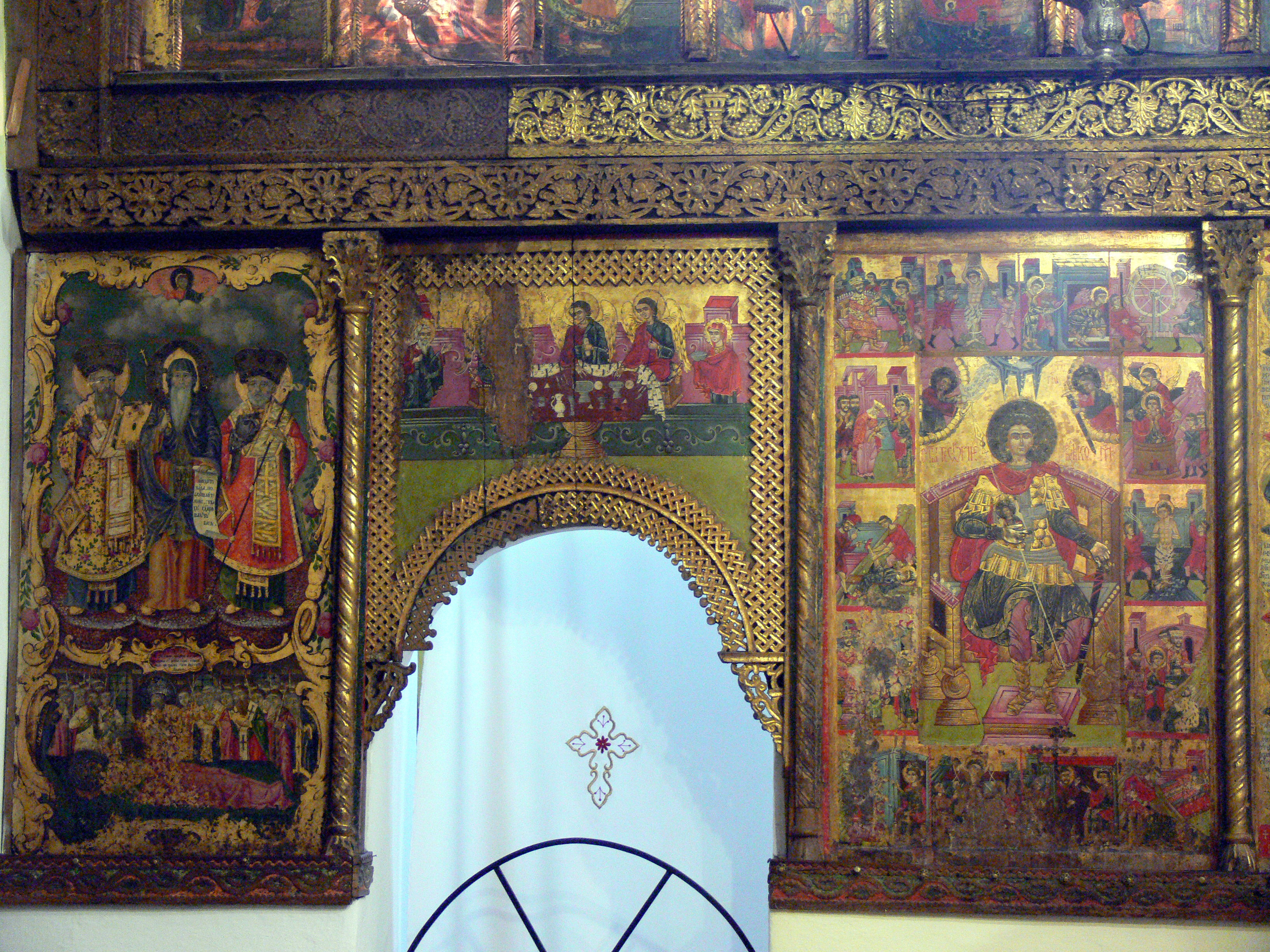
Iconostase (detail)
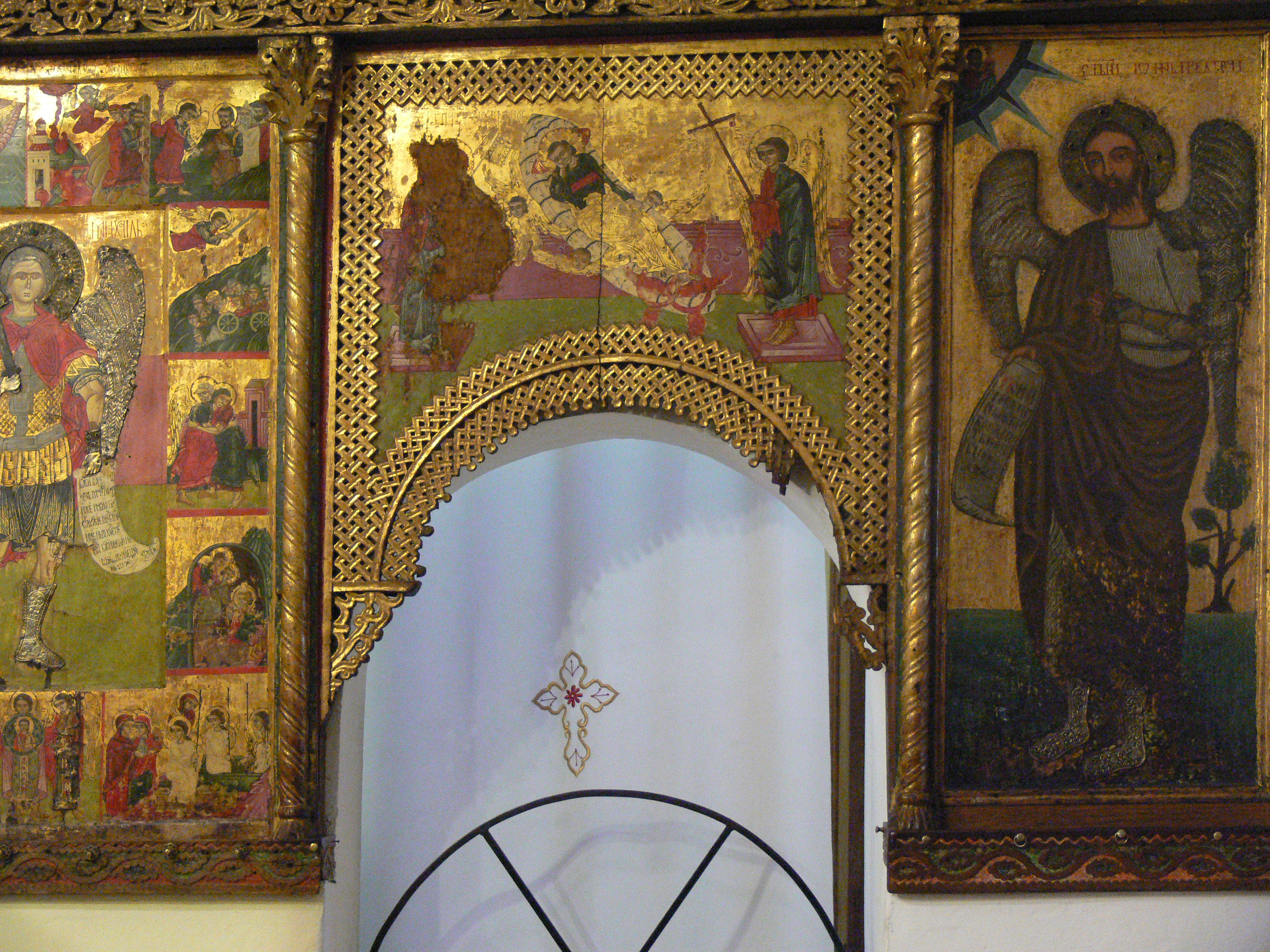
Iconostase (detail)
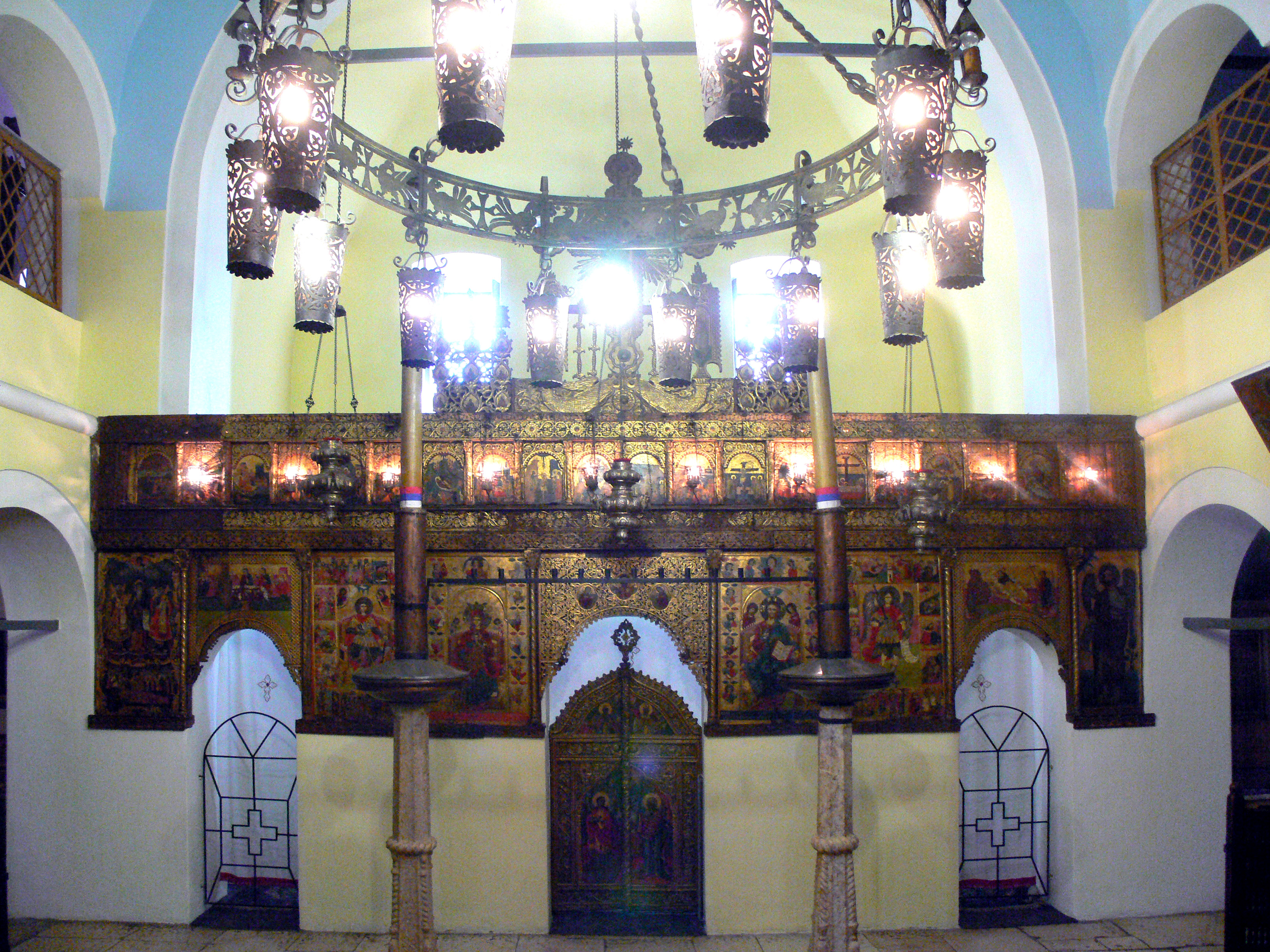
Iconostase
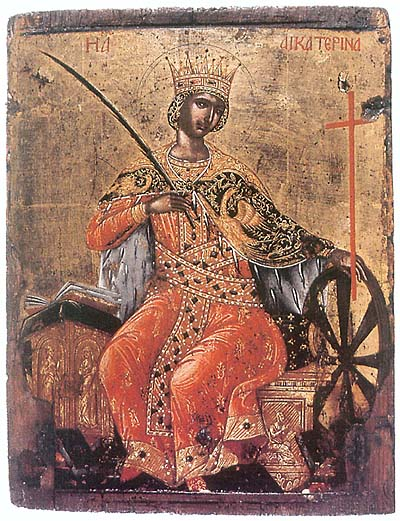
Icoon van de heilige Catharina
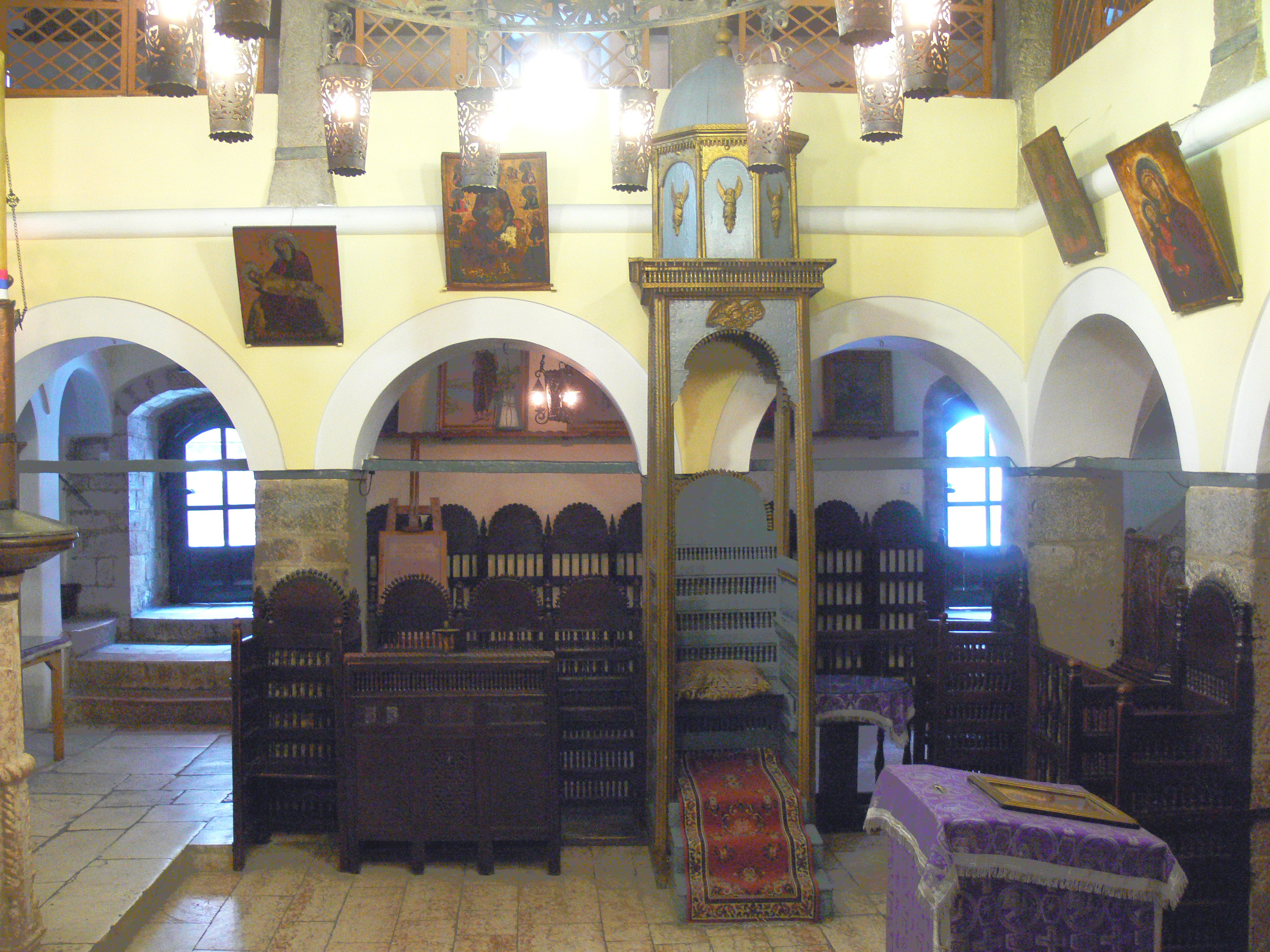
Overzicht interieur